# Babelsbergs slott
Babelsbergs slott, tyska: Schloss Babelsberg, är ett världsarvslistat slott i nygotisk stil i Tyskland, beläget i stadsdelen Babelsberg i Brandenburgs delstatshuvudstad Potsdam. Slottet omges av Babelsbergparken, som även den ingår i den världsarvsskyddade miljön. Slottet uppfördes under åren 1835–1849 i två faser, i engelsk nygotisk stil, och ritades av Karl Friedrich Schinkel, Ludwig Persius, Martin Gottgetreu och Johann Heinrich Strack.
Slottet var i mer än femtio år residens för prins Vilhelm av Preussen, sedermera preussisk kung och tysk kejsare under namnet Vilhelm I, och hans gemål Augusta av Sachsen-Weimar. I slottets park ägde 22 september 1862 det berömda samtal mellan Vilhelm I och Otto von Bismarck rum, som ledde till att Bismarck utnämndes till ministerpresident och utrikesminister i Preussen.  Efter Vilhelm I:s död 1888 stod slottet huvudsakligen obebott då hans efterträdare föredrog andra slott i området.  
Större delen av inredningen gick förlorad i samband med plundringar efter röda arméns ockupation av Berlin och Potsdam 1945.  Sedan 1992 är slottet museum, som en del av de omfattande slott- och parkanläggningarna i Potsdams närområde.  Slottet förvaltas av stiftelsen Preußische Schlösser und Gärten Berlin-Brandenburg och utgör sedan 1990 en del av Unesco-världsarvet Palats och parker i Potsdam och Berlin.  
I drottningen Augustas rum finns målningar som föreställer engelska landskap kvar. I rum som användes av Vilhelm finns målningar som visar slaget vid Königgrätz.
Schinkels elev Friedrich Hitzig använde 1848–1853 slottet som förlaga för slottet Kittendorf i Landkreis Demmin i nuvarande Mecklenburg-Vorpommern.